# نيت واين
نيت واين (بالإنجليزية: Nate Wayne)‏ هو لاعب كرة قدم أمريكية أمريكي، ولد في 12 يناير 1975 في شيكاغو في الولايات المتحدة.

## وصلات خارجية
- نيت واين على موقع مرجع كرة القدم المحترفة.كوم (الإنجليزية)